# Zâmbetul lui Sharon
Zâmbetul lui Sharon (engleză Braceface) este un serial de animație canadian-chinez coprodus de Nelvana Limited și Jade Animation (Shenzhen) Company în asociere cu Teletoon și Fox Family Channel pentru primul sezon. Serialul prezintă actrița Alicia Silverstone din filmul Liceenele din Beverly Hills (care de asemenea a dublat personajul principal pentru primele două sezoane) servind ca producătoare executivă. Episoadele se concentrează pe peripețiile lui Sharon Spitz, o studentă de liceu care se străduiește cu o abilitate neobișnuită întâmplându-se în bretelele ei, care deseori crează belele în viața ei obișnuită. Deși considerat a fi o caracteristică de marcă în serial, episoadele mai târzii au început să renunțe la această narativă în favoarea abordării problemelor din lumea reală. Spre deosebire de majoritatea serialelor de animație care iau loc în orașe sau state fictive, etc., acesta ia loc în orașul din realitate în Elkford, British Columbia.
În România, serialul a fost difuzat pe Minimax în 2002.

## Personaje
- Sharon Esther Spitz
- Adam Francis Spitz
- Josh Spitz
- Helen Spitz
- Maria Wong
- Connor MacKenzie
- Aiden Jones
- Nina Harper
- Brock Leighton
- Alison Malitski
- Hannah Corbett

## Episoade

### Sezonul 1
1. Brace Yourself
2. Crushed
3. 5 Things That Really Bug Me About You
4. The Doctor Is In
5. The Meat of the Matter
6. The Makeover
7. Mixed Messages
8. The Worst Date Ever. Period.
9. The Divorce Thing
10. Take That
11. Twenty Five Hours
12. Driving Miss Sharon
13. The Pickford Project
14. Miami Vices
15. The Good Life
16. The Election
17. Angels Among Us
18. The Secret
19. The Dissention Connection
20. Whose Life Is It, Anyway?
21. The Easy Way Out
22. Teacher's Pet
23. Skipping
24. Camp Kookalah
25. Stormy Weather
26. Twisted

### Sezonul 2
1. The Social Fabric
2. 14 Candles
3. Working Girl
4. Dear Alden
5. Mommy Nearest
6. The Friend Zone
7. The Coolest
8. Skin Deep
9. Grey Matters
10. Triangles
11. Vanity Fur
12. Lorenza
13. Second Thoughts
14. Home Alone
15. Miss Understanding
16. For the Birds
17. Oh, Grow Up!
18. Genesis
19. Nina's Worse Job
20. Baby Think-About-It
21. Ms. Spitz Goes to Warsch and Stone
22. When In Rome...
23. Pegged
24. Aliens
25. When In Elkford...
26. Up In Smoke

### Sezonul 3
1. Lucky Break
2. Weird Science
3. She Got Game
4. Remember When
5. Funny Business
6. Busted
7. The Beat Goes On
8. Game, Set-up and March
9. While You Were Sleeping
10. Identity Crisis
11. Knight to Remember
12. Just Quacks
13. Griffin's Girl
14. Poor Richard
15. My Big Fat Braceface Lie
16. Clean Slate
17. The Loooong Weekend
18. Act Your Age
19. A Dog's Life
20. The Domino Effect
21. The Father Factor
22. All About Sharon
23. 23's A Crowd
24. Lights! Camera! Ego!
25. Vegging Out
26. Leap of Faith